# XKeyscore

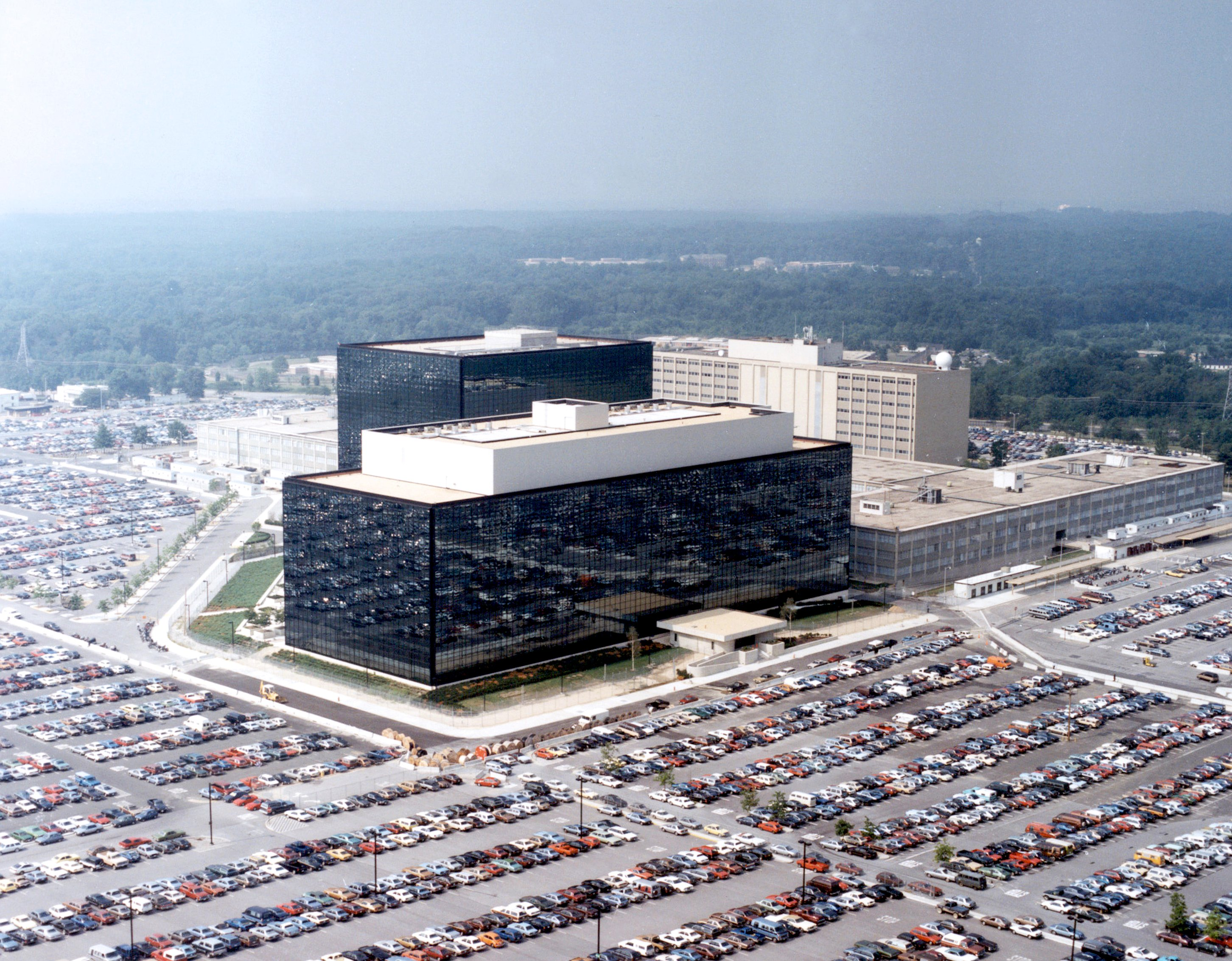
Siedziba NSA

XKeyscore – tajny amerykański system komputerowy służący do inwigilacji używany przez Agencję Bezpieczeństwa Stanów Zjednoczonych do wyszukiwania i analizowania globalnych danych internetowych, gromadzonych w czasie rzeczywistym.

## Ujawnienie
W 2013 roku amerykański sygnalista, były pracownik CIA i podwykonawcy NSA, Edward Snowden upublicznił poprzez media szereg wykradzionych przez niego tajnych materiałów rządowych dotyczących inwigilacji prowadzonej przez rządowe agencje. Swoją decyzję argumentował przekonaniem, że administracja USA uzurpuje sobie zbyt szerokie prawa do inwigilacji obywateli. Ujawniono wtedy głównie działanie oprogramowania szpiegującego PRISM.
Pod koniec lipca 2013 brytyjski dziennik Guardian opublikował wykradzione przez Snowdena fragmenty tajnej prezentacji przygotowanej przez pracowników NSA w 2008 roku na temat innego systemu komputerowego – XKeyscore. W artykule Guardiana opisano działanie programu.

## Działanie programu

### Według sygnalistów

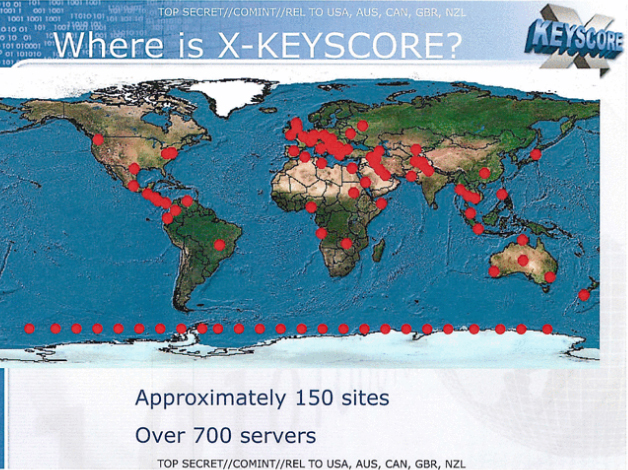
Slajd z prezentacji NSA z 2008 pokazujący rozmieszczenie serwerów XKeyscore

XKeyscore to skomplikowany system, co do którego możliwości i zadań nie ma pewności. Według Snowdena i Glenna Greenwalda system XKeyscore umożliwia niemal nieograniczoną inwigilację. Snowden mówił, że jako agent „mógł przy swoim biurku podsłuchiwać każdego”. W prezentacji ujawnionej przez Guardiana XKeyscore opisywany jest jako narzędzie analityczne z interfejsem typu wyszukiwarka, przeszukujące setki serwerów ulokowanych na całym świecie. Według dokumentów NSA określa XKeyscore jako system o „najszerszym zasięgu” spośród swoich programów. Wśród gromadzonych danych znajdować się mają m.in. prywatne maile, zapisy konwersacji na Facebooku, historie wyszukiwania przeglądarki i odwiedzane strony internetowe, a przeszukiwanie ich ma się odbywać za pomocą „słów kluczy”. Możliwym dla analityka ma być także odkrycie adresu IP każdego użytkownika odwiedzającego daną stronę internetową. System miał dostarczać w 2012 roku minimum 41 miliardów zapisów miesięcznie. By przeszukiwać dane nie potrzeba było mieć zgody sądu nadzorującego działalność służb specjalnych. Greenwald stwierdził, że dostęp do narzędzia mają analitycy nawet niskiego szczebla, sam proces kontroli pracy pracowników z tym systemem jest w praktyce niemonitorowany.
Z programu korzystać miały służby Wielkiej Brytanii (GCHQ), Niemiec, Danii, Szwecji, Australii, Nowej Zelandii, Kanady czy Japonii. Z brytyjską GCHQ współpracować miały także firmy komunikacyjne takie jak Verizon, British Telecoms czy Vodafone Cable. Przekazywać miały m.in. szczegóły rozmów telefonicznych swoich klientów, wiadomości e-mail czy wpisy na Facebooku. Dane klientów Verizon zbierać miała także NSA.

### Według NSA

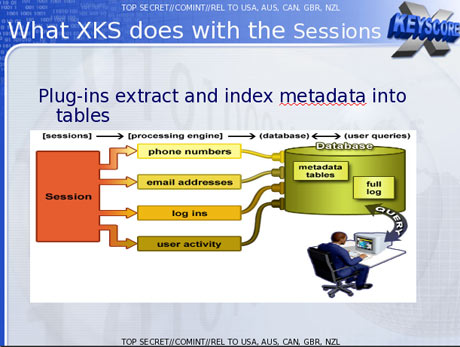
Slajd z prezentacji NSA o XKeyscore

30 lipca 2013 r. NSA wydało oświadczenie, w którym stwierdza zgodność XKeyscore z literą prawa, a zarzuty o niekontrolowanym i powszechnym dostępie analityków do zbieranych danych są nieprawdziwe. Według NSA, dostęp do narzędzi analitycznych jest dostępny tylko dla nielicznych, którzy odbywają wcześniej specjalne szkolenie (mające zawierać zagadnienia prawne i etyczne związane z funkcjonowaniem programu). Wszystkie działania NSA związane z gromadzeniem danych ma służyć obronie narodu amerykańskiego i wojsk amerykańskich i sojuszniczych.
Według wykradzionej prezentacji NSA z 2008 r., narzędzie XKeyscore miało pomóc w złapaniu „ponad 300 terrorystów”. Ówczesny dyrektor NSA, Keith Alexander, powiedział, że dostęp do przeszukiwania baz danych z zapisami rozmów telefonicznych ma tylko 35 analityków w NSA.